# Nima Mazhari
Nima Mazhari est un peintre et photographe né en Iran en 1955, établi à Montréal, Québec, Canada depuis 1985. Il est le conjoint de l'ancienne biathlète et triple médaillée olympique Myriam Bédard.

## Affaire des tableaux volés
Le 15 juin 2004, Radio-Canada dévoile qu'un mandat de perquisition avait été obtenu par la police quelques jours plus tôt. Ce mandat visait un immeuble du 66, Côte du Passage, à Lévis, sur la rive-sud de Québec. Dans cet immeuble appartenant à Myriam Bédard et Nima Mazhari, les policiers recherchaient une vingtaine de toiles de l'artiste canadienne Ghitta Caiserman.
Entre 1999 et 2001, la peintre Caiserman, originaire de Montréal, a partagé dans cette ville un atelier en compagnie de Nima Mazhari, lui aussi artiste. Ghitta Caiserman tombe malade à l'automne 2001, et la fille de cette dernière demande à récupérer des toiles et divers biens s'étant trouvés dans l'atelier commun. Les toiles se seraient retrouvées entreposées à Québec pendant une brève période de temps au printemps 2001 chez Pierre Bédard, père de Myriam, une hypothèse confirmée par le principal intéressé lorsque interrogé à ce sujet par les policiers.
Le couple Mazhari-Bédard nie cependant que les toiles entreposées chez Monsieur Bédard étaient celles de Ghitta Caiserman, et qualifie d'invention cette histoire de vol présumé.
Le 6 juillet 2005, Nima Mazhari est arrêté à Montréal, puis accusé de vol d'œuvres d'art pour un montant de plus de 100 000 $, et de recel pour plus de 5 000 $.
En décembre 2005, Mazhari intitule une exposition de ses œuvres « Anne m'appelle voleur », en référence à Anne Aubé, procureur de la Couronne responsable du dossier. L'artiste qualifie son exposition de dénonciation du système judiciaire canadien.
Le 5 Juin 2007,  Mazhari est reconnu coupable de vol et de recel d'œuvres d'art. Le verdict a été rendu après deux jours de délibérations par le jury composé de dix femmes et de deux hommes, au palais de justice de Montréal.
Le 29 Juin 2007, Mazhari se voit imposer une peine de 6 mois de prison.
Le 1er juillet 2007, Mazhari aurait entamé une grève de la faim pour protester contre son emprisonnement. Il admet aussi avoir porté sa cause en appel.
Le 4 juillet 2007, Mazhari est libéré en attendant l'audition de sa cause en appel par la Cour d'Appel du Québec. La Cour d'appel a refusé, dans un jugement rendu le 7 octobre 2009, d'alléger la peine de six mois de prison infligée à Nima Mazhari pour le vol d'une vingtaine de tableaux appartenant à l'artiste Ghitta Caiserman-Roth. La Cour d'appel a estimé que la peine imposée à Mazhari n'est pas déraisonnable puisqu'elle se situe «dans la fourchette» de celles que les cours ont imposées dans des cas plus ou moins semblables, soit entre quatre et 14 mois.

## «Terrorisme bureaucratique»
Le couple Mazhari-Bédard quitte le Canada pour les États-Unis en 2006, le 2 octobre apparemment, s'il faut en croire une lettre écrite par le couple, dont l'envoi fut rapporté par les médias.
Dans une lettre envoyée à l’ambassadeur américain au Canada, David H. Wilkins, le couple dit vouloir lutter contre le « terrorisme bureaucratique canadien et se protéger ». La lettre était également adressée à Interpol, Jacques Rogge (président du Comité international olympique), au Prince de Monaco, à Kofi Annan, secrétaire général des Nations unies, et enfin à « tous les habitants de la Terre ».
Dans cette missive, le couple dit partir aux États-Unis en quête d'appuis, roulant vers Washington  avec « plusieurs boîtes de documents » dans leur voiture.
Une autre lettre, envoyée aux premiers ministres du Canada, Stephen Harper, et du Québec, Jean Charest, fait état d'une liste de « terroristes », dressée par Bédard et Mazhari, qui mentionne les noms de dirigeants de corps policiers, de juges et de personnalités des médias québécois.

## Guerre en Irak
En 2004, Myriam Bédard témoigne à l'enquête visant à faire la lumière sur le scandale des commandites au Canada. Parmi plusieurs déclarations étonnantes, accueillies avec scepticisme dans les médias canadiens, elle affirme notamment que son conjoint, Nima Mazhari, a personnellement convaincu le premier ministre de l'époque, Jean Chrétien, de ne pas engager de troupes canadiennes dans l'invasion de l'Irak qu'envisageaient alors les États-Unis et la Grande-Bretagne. Cette affirmation, tournée en ridicule par plusieurs, n'a jamais été confirmée par qui que ce soit.